# 베이지뉴 (음식)
베이지뉴(포르투갈어: beijinho)는 브라질의 코코넛 후식이다. 흔히 생일에 먹는다.

## 이름
포르투갈어 남성 명사 "베이지뉴(beijinho)"는 "작은 입맞춤, 볼키스"라는 뜻이다. "입맞춤"을 뜻하는 명사 "베이주(beijo)"에 지소형 접미사 "-이뉴(-inho)"가 붙어 "작은"이라는 뜻을 더한다.
히우그란지두술에서는 베이지뉴를 "작은 하얀 것"이라는 뜻의 "브랑키뉴(branquinho)"로, 브리가데이루를 "작은 까만 것"이라는 뜻의 "네그리뉴(negrinho)"로 부르기도 한다.

## 만들기
코코넛 플레이크는 코코넛 과육을 긁개로 긁어 만들기도 하고, 마른 것을 사서 쓰기도 한다. 냄비에 버터, 가당연유, 코코넛 플레이크를 넣고 약한 불에서 10분 정도 저으며 익힌다. 반죽이 식으면 손으로 굴려 작은 공 모양으로 만들고, 겉에 크리스털 설탕이나 코코넛 플레이크를 묻힌 다음 위에 정향을 꽂아 낸다.

## 같이 보기
- 브리가데이루
- 올류 지 소그라